# Colla Uais
Colla Uais, ou Colla Óss est un Ard ri Erenn légendaire d’Irlande qui aurait régné trois ans de 322 à 326 apr. J.-C. selon les dates traditionnelles des Annales des quatre maîtres alors que la chronologie de Geoffrey Keating Foras Feasa ar Éirinn assigne au règne de Colla Uais les dates de 306 à 310. Bien que le nom de Colla Uais ne soit pas repris dans la liste du Baile Chuinn Chétchathaig il figure dans toutes les listes médiévales d'Ard ri Erenn.

## Biographie
Colla Unais est le fils Eochaid Doimlén, lui-même fils cadet de l’Ard ri Erenn Cairbre Lifechair. Son nom de naissance était Cairell. Avec ses deux frères, Muiredach et Áed surnommés respectivement : « Colla Fochríth » et « Colla Menn », ils sont connus comme les « Trois Collas ».
Les trois Collas complotèrent contre leur oncle l’Ard ri Erenn Fíachu Sraiptine bien qu’une prophétie ait annoncé que les descendants de coupables du crime de Fingal (meurtre d'un roi) ne régneraient jamais sur l’Irlande. Mettant à profit l’absence de Muiredach Tirech le fils et héritier présomptif de Fiachu en campagne contre le royaume de Munster les Trois Collas défont et tuent Fíachu Sraiptine lors de la Bataille de Dubchomar, en Crioch Rois dans la plaine de Brega et l’aîné des trois frères Colla Uais s’empare du trône d’Ard ri Erenn.
Il règne seulement pendant quatre ans jusqu’à ce que Muiredach Tirech ne le renverse, s’empare à son tour du trône et exile les trois frères avec une centaine de leurs fidèles en Alba (Écosse). La légende précise en effet que leur mère, Ailech, était la fille d’Udaire, roi d’Alba .
Les Trois Collas décident de se mettre au service de leur grand-père maternel pour trois ans. Après cela ils retournent en Irlande espérant que Muiredach les tue et prive ainsi ses propres descendants du trône. Mais Muiredach qui connaissait également la prophétie et dont ils avaient tué le propre père se contente de les prendre à son service.
Après plusieurs années, Muiredach décide que les Collas doivent avoir leur propre territoire et il les incite à conquérir l’Ulaid. Avec une armée recrutée au Connacht, ils livrent sept batailles en une semaine contre les armées d’Ulaid à Achaidh Leithdeircc, et tue Fergus Foga, roi d’Ulaid, lors du septième combat qui voit également la mort de Colla Menn. Les deux vainqueurs brûlent Emain Macha, la capitale de l’Ulaid qui sera ensuite abandonnée et s’emparent d’une large partie du royaume l’Ulster. L'état constitué par les Collas serait à l’origine du royaume médiéval d’ Airgíalla .

## Postérités
Les « Trois Collas » seraient à l’origine des dynasties Cruithni (Picte) d’Irlande.
- Colla Uais est l'ancêtre des Uí Moccu Uais qui donnèrent de puissants rois régionaux : Les dynasties des Uí Thuirtri, Uí Meic Cáirthinn et Uí Fhiachrach d’Ard Sratha du Royaume d'Airgíalla le revendiquaient comme ancêtre. Enfin Le Clan écossais des Mac Donald le considère lui aussi comme son ancêtre.
- Colla Fochríth serait à l’origine des rois Uí Chremthainn, Uí Méith et Ind Airthir implantés dans le royaume d'Airgíalla.
- Colla Menn des rois de Mugdorna faisant eux aussi partie du royaume d'Airgíalla.

## Chronologie
La chronologie des premières traditions pseudo historiques irlandaises est largement artificielle : 
En effet un autre récit fait de l’Ard ri Erenn Fiachrae Cássan un fils de Colla Fochríth, le père nourricier de Cormac Mac Airt, qui selon la chronologie officielle est son propre tri aïeul ! 
Une autre tradition date la chute de la capitale de l’Ulster, Emain Macha de 450. Ce qui semble suggérer que les « Trois Collas » sont un doublet mythologique anticipé de Conall, Endae and Eógan, les trois fils de Niall Noígiallach, qui sont également considérés comme les conquérants de l’Ulster au Ve siècle.

## Sources
- (en) Cet article est partiellement ou en totalité issu de l’article de Wikipédia en anglais intitulé « Colla Uais » (voir la liste des auteurs), édition du 23 avril 2009.
- (en) Edel Bhreathnach  The kingship and landscape of Tara, Editor Four Courts Press for The Discovery Programme Dublin (2005), p. 213-214 & « The Legendary Connachta »Table n° 1, p. 340-341.